# Perma
Perma è un arrondissement del Benin situato nella città di Natitingou (dipartimento di Atakora) con 9.426 abitanti (dato 2006).